# Bhraka
Bhraka (en népalais : भ्राका) est un comité de développement villageois du Népal situé dans le district de Manang. Au recensement de 2011, il comptait 306 habitants.